# راتناپورام
راتناپورام (به لاتین: Rathnapuram) یک منطقهٔ مسکونی در سری‌لانکا است که در ناحیه کیلینوچی واقع شده‌است.